# Adam (revue)
Pour les articles homonymes, voir Adam (homonymie).
Adam est une revue bimensuelle de mode masculine française fondée en 1925 par Edmond Dubois et publiée jusqu'en 1973. 

## Histoire de la revue
Edmond Dubois, familièrement surnommé Eddy tout au long de sa vie, naît à Lausanne le 10 septembre 1899. Après des études d'ingénieur en Suisse, il s'installe à Paris et fonde la revue Adam à l'âge de 25 ans, le premier numéro est daté du 15 décembre 1925. Le titre complet originel est Adam, revue des modes masculines en France et à l'étranger. Le prix de lancement est de 3,50 francs pour un cahier de 28 pages. La photo de l'acteur André Brulé figure sur la couverture du numéro un, présentant le smoking croisé. Quelques mois plus tard, Adam adopte un nouveau sous-titre : la revue de l'homme. Adam va faire appel à de nombreux illustrateurs tant pour ses couvertures que pour des vignettes intérieures.
Celle-ci a eu, entre autres, la participation de l'illustrateur René Gruau dans les années 1950. André de Fouquières, ami d'Edmond Dubois (qu'il appelle son ami Eddy Dubois) y collabore régulièrement dans les années 1930.
En janvier 1940, la revue fusionne avec L'Éperon, puis cesse de paraître en mai jusqu'à la fin 1944.
On compte aussi des couvertures réalisées par Paolo Garretto (dès 1931), Gus Bofa (1945), André Dignimont (1946) ou Pierre Brissaud (1948).
Dubois épouse Solange Hofman le 9 août 1928 et codirige le magazine avec celle-ci jusqu'en 1963, avant de céder la revue qui leur survivra dix ans. Passionné de chasse, il est l'auteur de deux livres sur le sujet : Chasses de France, Payot, 1968 et Images de chasse (Arthaud, 1972), ainsi que d'un recueil de souvenirs illustré par Piem paru en la même année aux Éditions 24 heures.
En juillet 1966, la revue devient Le Nouvel Adam, dirigée par Claude Perdriel avec comme rédacteur en chef Guy Sitbon ; cette formule s'arrête en décembre 1969. La revue fusionne ensuite avec Men et devient Men Adam dirigée par André Audinot, avant de disparaître en 1973.
Eddy Dubois meurt à Paris le 5 septembre 1977, quelques jours avant son 78e anniversaire.